# Campo de concentração de Sajmište
O campo de concentração de Sajmište (pronounciado [sâjmiːʃtɛ]) foi um campo de concentração e extermínio nazista durante a Segunda Guerra Mundial. Ele estava localizado no antigo recinto de feiras de Belgrado, perto da cidade de Zemun, no Estado Independente da Croácia (NDH, do croata: Nezavisna Država Hrvatska). O campo foi organizado e operado por unidades SS Einsatzgruppen existentes na Sérvia ocupada. Entrou em operação em setembro de 1941 e foi inaugurado oficialmente em 28 de outubro do mesmo ano. Os alemães o apelidaram de acampamento judeu em Zemun (alemão: Judenlager Semlin). No final de 1941 e no início de 1942, milhares de mulheres, crianças e idosos judeus foram trazidos para o campo, junto com 500 homens judeus, 292 mulheres e crianças ciganas, a maioria das quais de Niš, Semêndria e Šabac. Mulheres e crianças foram colocadas em barracas improvisadas e sofreram durante inúmeras epidemias de gripe. Mantidos em condições miseráveis, eles receberam quantidades inadequadas de comida e muitos congelaram até a morte durante o inverno de 1941-1942. Entre março e maio de 1942, os alemães usaram um caminhão de gás enviado de Berlim para matar milhares de prisioneiros judeus.
Com os "gaseamentos" concluídos, foi renomeado para campo de concentração de Zemun (alemão: Anhaltelager Semlin) e serviu para manter um último grupo de judeus que foram presos após a rendição da Itália em setembro de 1943. Durante esse tempo, também deteve guerrilheiros iugoslavos capturados, Chetniks, simpatizantes dos movimentos de resistência, gregos, albaneses e camponeses sérvios de aldeias em outras partes do NDH. Estima-se que 32.000 prisioneiros, a maioria sérvios, passaram pelo campo durante este período, 10.600 dos quais foram mortos ou morreram de fome e doenças. As condições em Sajmište eram tão ruins que alguns começaram a compará-lo a Jasenovac e outros grandes campos de concentração em toda a Europa. Em 1943 e 1944, evidências de atrocidades cometidas no campo foram destruídas pelas unidades do SS-Standartenführer de Paul Blobel, e milhares de cadáveres foram exumados de valas comuns e incinerados. Em maio de 1944, os alemães transferiram o controle do campo para o NDH, que foi fechado em julho. As estimativas do número de mortes em Sajmište variam de 20.000 a 23.000, com o número de mortes judias estimado em 7.000 a 10.000. Pensa-se que metade de todos os judeus sérvios morreram no campo.
A maioria dos alemães responsáveis pela operação do campo foi capturada e levada a julgamento. Vários foram extraditados para a Iugoslávia e executados. O comandante do campo Herbert Andorfer e seu vice Edgar Enge foram presos na década de 1960, após muitos anos escondidos. Ambos receberam sentenças curtas de prisão na Alemanha Ocidental e na Áustria, respectivamente, embora Enge nunca cumprisse qualquer pena devido à sua idade avançada e problemas de saúde.

## Contexto

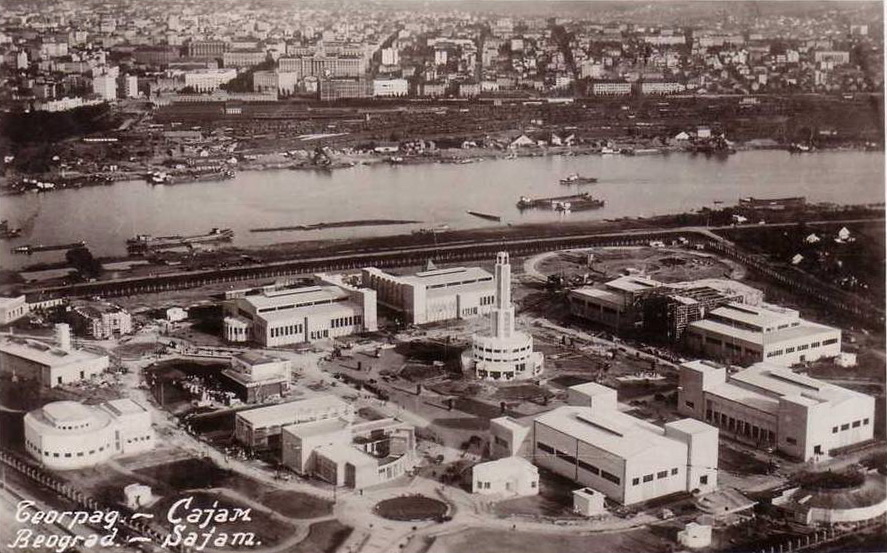
A Feira de Belgrado antes da Segunda Guerra Mundial

O local que se tornou o campo de concentração de Sajmište durante a Segunda Guerra Mundial foi originalmente um centro de exposições construído pelo município de Belgrado em 1937 na tentativa de atrair o comércio internacional para a cidade. Os pavilhões modernistas do centro apresentavam exibições elaboradas do progresso industrial e design de países europeus, incluindo a Alemanha. Sua peça central arquitetônica era uma grande torre que foi usada pela Philips para transmitir as primeiras transmissões de televisão na Europa. A parte central, majoritariamente, permaneceu vazia e sem uso até a invasão do Eixo à Iugoslávia em abril de 1941. O país foi desmembrado após a invasão, a parte norte de Kosovo (em torno de Kosovska Mitrovica) e o Banato, que foi ocupado pelos alemães e colocado sob a administração de um governo militar alemão. Milan Nedić, um político do pré-guerra que era conhecido por ter inclinações pró-Eixo, foi então selecionado pelos alemães para liderar o governo colaboracionista do Governo de Salvação Nacional da Sérvia. A administração civil no país era chefiada pelo SS-Gruppenführer Harald Turner, que comandou o Einsatzgruppen Serbien. Originalmente liderado pelo SS-Standartenführer Wilhelm Fuchs e, posteriormente, pelo SS-Gruppenführer August Meyszner com o SS-Standartenführer Emanuel Schäfer como seu deputado. O grupo era responsável por garantir a segurança interna, lutar contra os oponentes da ocupação e lidar com os judeus.

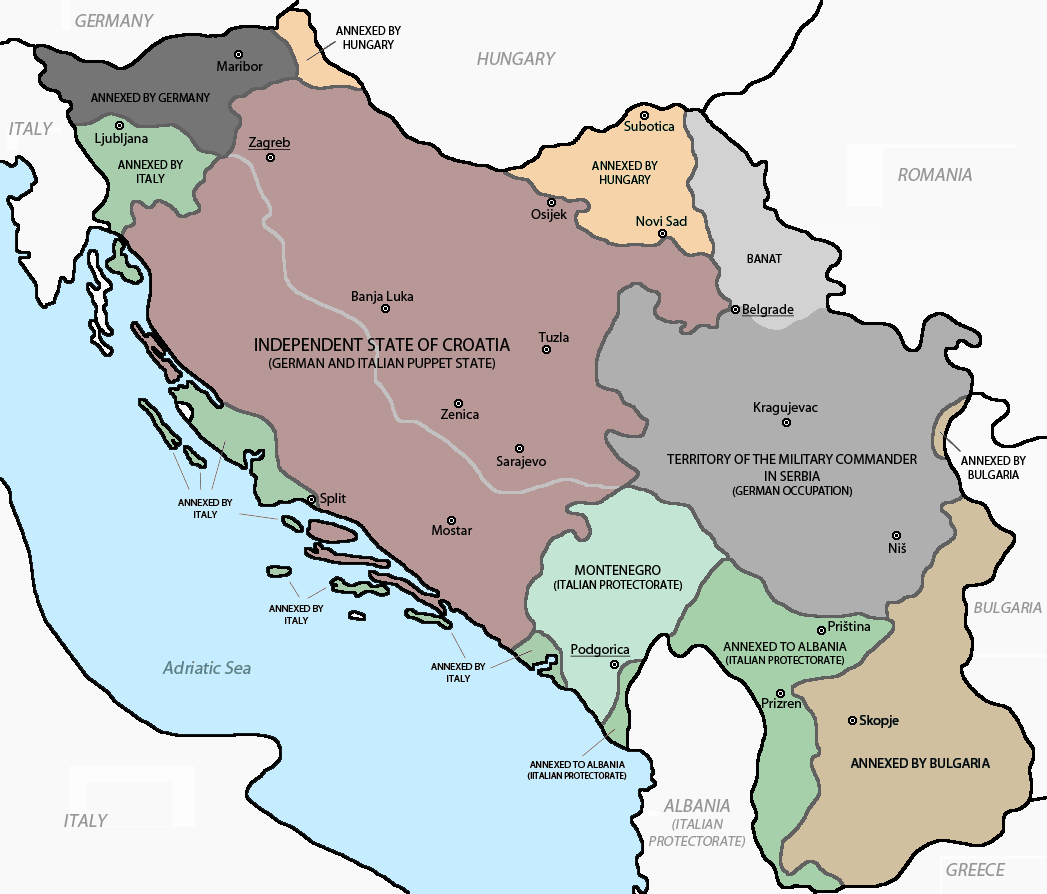
Um mapa que mostra a ocupação do Eixo na Iugoslávia de 1941 a 1943.

Enquanto isso, o extremo croata nacionalista e fascista Ante Pavelic, que tinha sido exilado na Itália de Benito Mussolini, foi nomeado Poglavnik ('líder') de um Ustaše-liderado do estado croata - o Estado Independente da Croácia (NDH). O NDH combinou quase toda a Croácia moderna, toda a Bósnia-Herzegovina e partes da Sérvia moderna em um "quase protetorado ítalo-alemão". As autoridades do NDH, lideradas pela milícia Ustaše, posteriormente implementaram políticas genocidas contra as populações sérvias, judias e ciganas que viviam dentro das fronteiras do novo estado. Zemun, a cidade onde o recinto de feiras Sajmište estava localizado, foi cedida ao NDH. A ocupação de Zemun - durante a qual não-croatas como sérvios, judeus e ciganos foram implacavelmente perseguidos pelos Ustaše - duraria até o final de 1944. Nesse ponto, mais de 25 por cento da população de 65.000, antes da guerra, que Zemun tinha pereceu.
Uma revolta em grande escala explodiu na Sérvia após a invasão do Eixo à União Soviética em junho de 1941. Embora não tivessem participado da rebelião, os judeus foram alvo de execução retaliatória pelos alemães. Eles logo implementaram uma série de leis antijudaicas e, no final de agosto de 1941, todos os homens judeus sérvios foram internados em campos de concentração, principalmente em Topovske Šupe, em Belgrado.

## História

### Estabelecimento

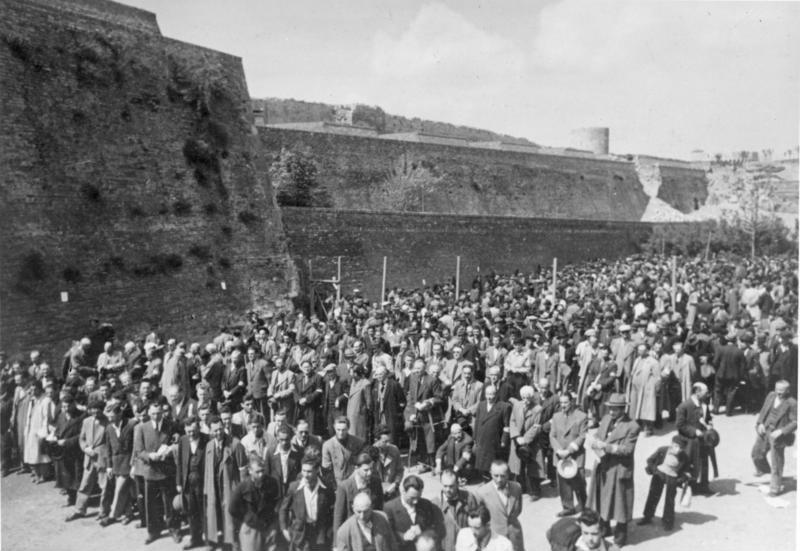
Os judeus foram presos pelos alemães após a invasão do Eixo na Iugoslávia

No outono de 1941, Turner ordenou que todas as mulheres e crianças judias da Sérvia se concentrassem em um campo. A princípio, os alemães consideraram a criação de um gueto para os judeus no bairro cigano de Belgrado, mas essa ideia foi rapidamente rejeitada devido ao fato de a área ser considerada "muito suja e anti-higiênica". Quando vários outros planos para internar as populações judias e ciganas de Belgrado falharam, um campo de concentração foi estabelecido em uma península cercada em três lados pelo rio Sava, e localizado à plena vista da Praça Terazije, no centro de Belgrado. O acampamento estava posicionado de uma maneira que tornava a fuga quase impossível. Ele estava localizado perto de centros administrativos e policiais, bem como da estação ferroviária central de Belgrado, que permitia o transporte eficiente de judeus oriundos de cidades da região para o campo. Seu objetivo era deter mulheres e crianças judias que os alemães afirmavam "colocar em perigo" a segurança pública e a Wehrmacht.
Os alemães apelidaram Sajmište de "acampamento judeu em Zemun" (alemão: Judenlager Semlin). O acampamento deveria conter até 500.000 pessoas capturadas de áreas rebeldes em toda a Iugoslávia ocupada. O nome "Semlin" foi derivado da palavra alemã para a antiga cidade fronteiriça austro-húngara de Zemun, onde o acampamento estava localizado. Apesar de estar localizado no território do NDH, foi controlado pelos militares alemães na Sérvia ocupada. As autoridades do NDH não se opuseram ao seu estabelecimento e disseram ao governo alemão que ele poderia estar localizado no território do NDH, desde que seus guardas fossem alemães em vez de sérvios. Logo depois que o campo foi estabelecido, o SS-Scharführer Edgar Enge, da Gestapo de Belgrado, tornou-se seu comandante. Inicialmente, os acampamentos mantinham cerca de 500 prisioneiros judeus do sexo masculino que receberam a tarefa de dirigir a chamada "autogestão" do campo e foram responsabilizados pela distribuição de alimentos, divisão do trabalho e organização de uma guarda judia, força que patrulhava ao longo do acampamento. O exterior do campo, no entanto, era vigiado rotativamente por 25 membros do Batalhão de Polícia de Reserva 64. Em outubro, todos os presos judeus e a maioria dos ciganos foram mortos. A maioria foi executada em quatro ondas principais, com assassinatos frequentes ocorrendo em meados de setembro e entre 9 e 11 de outubro. Em todas as ocasiões, os presidiários foram informados de que estavam sendo transportados para um campo na Áustria com melhores condições de trabalho, mas foram levados para Jabuka em Banato ou para um campo de tiro nos arredores de Belgrado, onde foram mortos. Sajmište abriu oficialmente em uma escala mais ampla em 28 de outubro de 1941. Dentre os primeiros prisioneiros judeus que ficaram nesse campo, o último deles foi morto em 11 de novembro.

### Judenlager Semlin

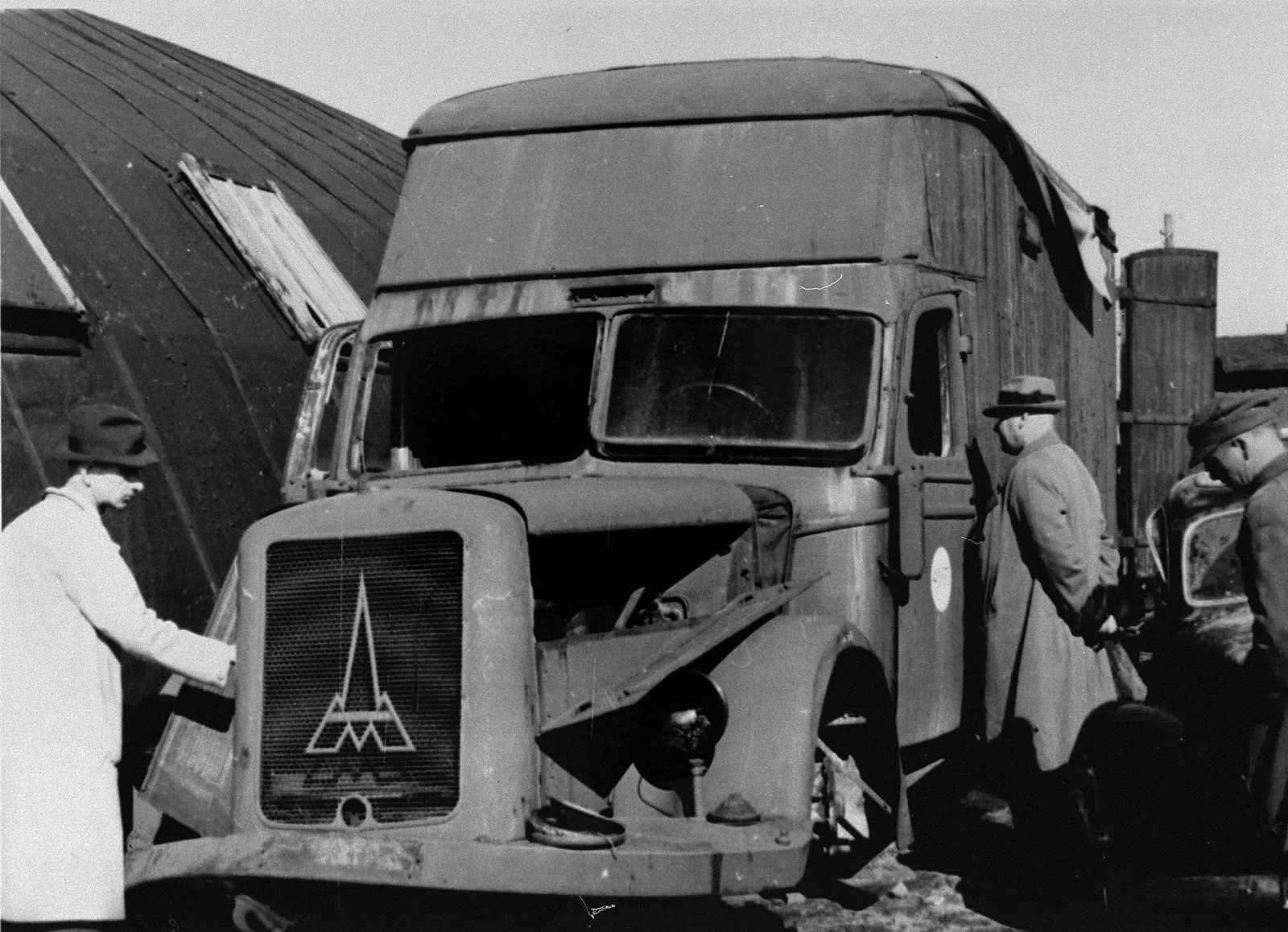
Um caminhão de gás similar aos usados em Sajmište

No final de 1941 e no início de 1942, aproximadamente 7.000 mulheres, crianças e idosos judeus foram trazidos para o campo, junto com mais 500 homens judeus e 292 mulheres e crianças ciganas. A maioria dessas pessoas eram de cidades periféricas da Sérvia, principalmente Niš, Semêndria e Šabac. As Mulheres e as crianças foram colocadas em barracas improvisadas que mal eram aquecidas, e cujas janelas estavam quebradas devido aos bombardeios alemães realizados durante a invasão da Iugoslávia. Originalmente construído como pavilhões de feiras, o maior desses quartéis acomodava até 5.000 prisioneiros. Os reclusos sofreram com vários episódios de epidemias de gripe, além disso eles dormiam sobre palha molhada ou tábuas no chão e recebiam alimentos inadequados. A fome era generalizada e os prisioneiros judeus apelaram sem sucesso às autoridades sérvias para que mais alimentos fossem fornecidos ao campo. Consequentemente, um grande número de detidos, especialmente crianças, morreu no final de 1941 e no início de 1942, com muitos presos morrendo de frio em um dos invernos mais frios já registrados. Os prisioneiros ciganos foram mantidos em condições muito mais miseráveis do que seus colegas judeus. Eles também dormiam na palha em um salão sem aquecimento, mas eram mantidos separados dos prisioneiros não-ciganos. A maioria dos reclusos ciganos foi libertada após seis semanas de detenção. A maioria dos internos judeus permaneceu detida, com exceção de dez mulheres judias que eram casadas com homens cristãos.
Em janeiro de 1942, o SS-Untersturmführer Herbert Andorfer foi nomeado para substituir o inexperiente Enge como comandante do campo. Enge foi posteriormente nomeado adjunto de Andorfer. Naquele mês, as autoridades militares alemãs exigiram que o campo fosse limpo de judeus, a fim de acomodar o número crescente de prisioneiros capturados em batalhas com os guerrilheiros. Em fevereiro, o campo mantinha cerca de 6.500 presos, dez por cento eram ciganos. No início de março, Andorfer foi informado de que um caminhão de gás havia sido enviado ao acampamento de Berlim. O caminhão Sauer foi entregue a pedido do chefe da administração militar alemã na Sérvia, Harald Turner. Tomado pela culpa por ter que desempenhar um papel central no assassinato dos prisioneiros judeus, alguns dos quais ele havia desenvolvido boas relações, Andorfer solicitou uma transferência; isso foi negado. Para garantir a rapidez e eficiência dos gaseamentos, ele fez anúncios com o objetivo de convencer os prisioneiros de que seriam transferidos para outro campo mais bem equipado, no quesito infraestrutura. Ele chegou a postar regulamentos fictícios para o campo e anunciou que os prisioneiros teriam permissão para levar suas malas com eles. Muitos detidos se inscreveram para a suposta transferência, na esperança de escapar das péssimas condições de vida do campo. Os reclusos que se ofereceram para sair na noite anterior subiram no caminhão no dia seguinte em grupos de 50 a 80. Os motoristas do caminhão, SS-Scharführer Meier e Götz, distribuíram doces às crianças para ganhar o seu afeto. Posteriormente, as portas do caminhão foram lacradas. O caminhão então seguiu um pequeno carro dirigido por Andorfer e Enge, antes de cruzar a fronteira com a Sérvia ocupada pelos alemães. Foi ai que um dos motoristas saiu da van e se arrastou por baixo dela, desviando o escapamento para o interior do veículo e matando os presos com monóxido de carbono. O caminhão foi então levado para a Avala, campo de tiro, onde os cadáveres eram despejados em valas comuns recém-cavadas por prisioneiros sérvios e ciganos. Esses gaseamentos se tornaram rotina, e o caminhão de gás chegava todos os dias, exceto aos domingos. Rumores circularam rapidamente sobre os gases, com notícias chegando às tropas alemãs em Belgrado e até mesmo a alguns sérvios. Consequentemente, esse caminhão gás foi apelidado de "matador de almas" (sérvio: dušegupka) pela população sérvia exposta a esses rumores. Acredita-se que os gaseamentos tiraram a vida de até 8.000 presidiários, a maioria mulheres e crianças. Os sete prisioneiros sérvios que haviam participado do desembarque dos presos assassinados do caminhão foram baleados depois que os gaseamentos pararam, mas o coveiro, um sérvio chamado Vladimir Milutinović, sobreviveu. "Oitenta e uma ou oitenta e duas trincheiras foram preparadas e eu ajudei a cavar todas elas", lembrou ele. "Pelo menos 100 pessoas [cabem] em cada trincheira [...] Essas eram apenas para os asfixiados no caminhão. Cavamos uma vala diferente para os que foram baleados."
Poucos internos permaneceram no campo depois que os gaseamentos pararam, em sua maioria mulheres não-judias que tinham sido casadas com judeus. Eles foram libertados vários dias depois, após terem jurado segredo. Além dos presos de Sajmište, os 500 pacientes e funcionários do Hospital Judaico de Belgrado, bem como prisioneiros judeus do campo de concentração de Banjica, também foram mortos no caminhão de gás. O último prisioneiro judeu em Sajmište foi morto em 8 de maio de 1942, e o caminhão de gás usado no campo foi devolvido a Berlim em 9 de junho de 1942. Recebeu uma atualização técnica lá e foi então transferido para Bielo-Rússia, onde foi usado para gasear judeus em Minsk. Pouco depois de liderar o extermínio dos prisioneiros judeus em Sajmište, Andorfer e Enge foram designados a diferentes funções da força de segurança. Andorfer, mais tarde, recebeu uma Cruz de Ferro de 2ª Classe por administrar o acampamento e ganhou uma promoção.

### Anhaltelager Semlin
Com o extermínio dos primeiros prisioneiros judeus concluído, o campo foi renomeado como campo de concentração de Zemun (alemão: Anhaltelager Semlin) e serviu para manter um último grupo de judeus que foram presos após a rendição da Itália em setembro de 1943. Também manteve guerrilheiros iugoslavos capturados, Chetniks, simpatizantes dos movimentos de resistência gregos e albaneses, e camponeses sérvios de aldeias nas regiões croatas de Sírmia e Kozara, controladas por Ustaše, onde foram detidos no campo de concentração de Jasenovac. As condições se deterioraram a tal ponto que alguns começaram a compará-lo a Jasenovac e outros grandes campos de concentração em toda a Europa. O campo se tornou um ponto de referência para prisioneiros e detidos iugoslavos por estar no caminho de locais para trabalho forçado e campos de concentração na Alemanha. Estima-se que 32.000 prisioneiros, em sua maioria sérvios, passaram por Sajmište durante este período, 10.600 dos quais foram mortos ou morreram devido à fome e doenças.
Alarmado pelo fato de que os acampamentos podiam ser facilmente vistos do outro lado do Sava, no final de 1943, o novo embaixador alemão na Sérvia propôs que o acampamento fosse movido para mais fundo no território do NDH, porque sua "[existência contínua] diante dos olhos do povo de Belgrado era politicamente intolerável por razões de sentimento público". Seus pedidos foram ignorados pelas autoridades alemãs. No final de 1943, os alemães fizeram um esforço para apagar todos os vestígios das atrocidades cometidas no campo queimando registros, incinerando cadáveres e destruindo outras evidências. Esta tarefa foi realizada pelo SS-Standartenführer Paul Blobel, que chegou a Belgrado em novembro de 1943. Ao chegar, ele ordenou ao chefe da Gestapo local, SS-Sturmbannführer Bruno Sattler, que formasse uma frente especial que seria responsável pela exumação e queima de corpos. Essa frente era liderada pelo Tenente Erich Grunwald e composta por dez policiais da segurança e 48 policiais militares. Os batalhões de escavação eram compostos por 100 prisioneiros sérvios e judeus. As exumações ocorreram de dezembro de 1943 a abril de 1944, e milhares de corpos foram queimados. Todos os presos que estavam presentes durante as exumações foram fuzilados, exceto três sérvios que conseguiram escapar. Aviões aliados bombardearam Sajmište em 17 de abril de 1944, matando cerca de 100 presos e infligindo pesados danos ao próprio campo. Em 17 de maio de 1944, os alemães transferiram o controle do campo para o NDH, sendo fechado em julho do mesmo ano.

## Consequências e legado

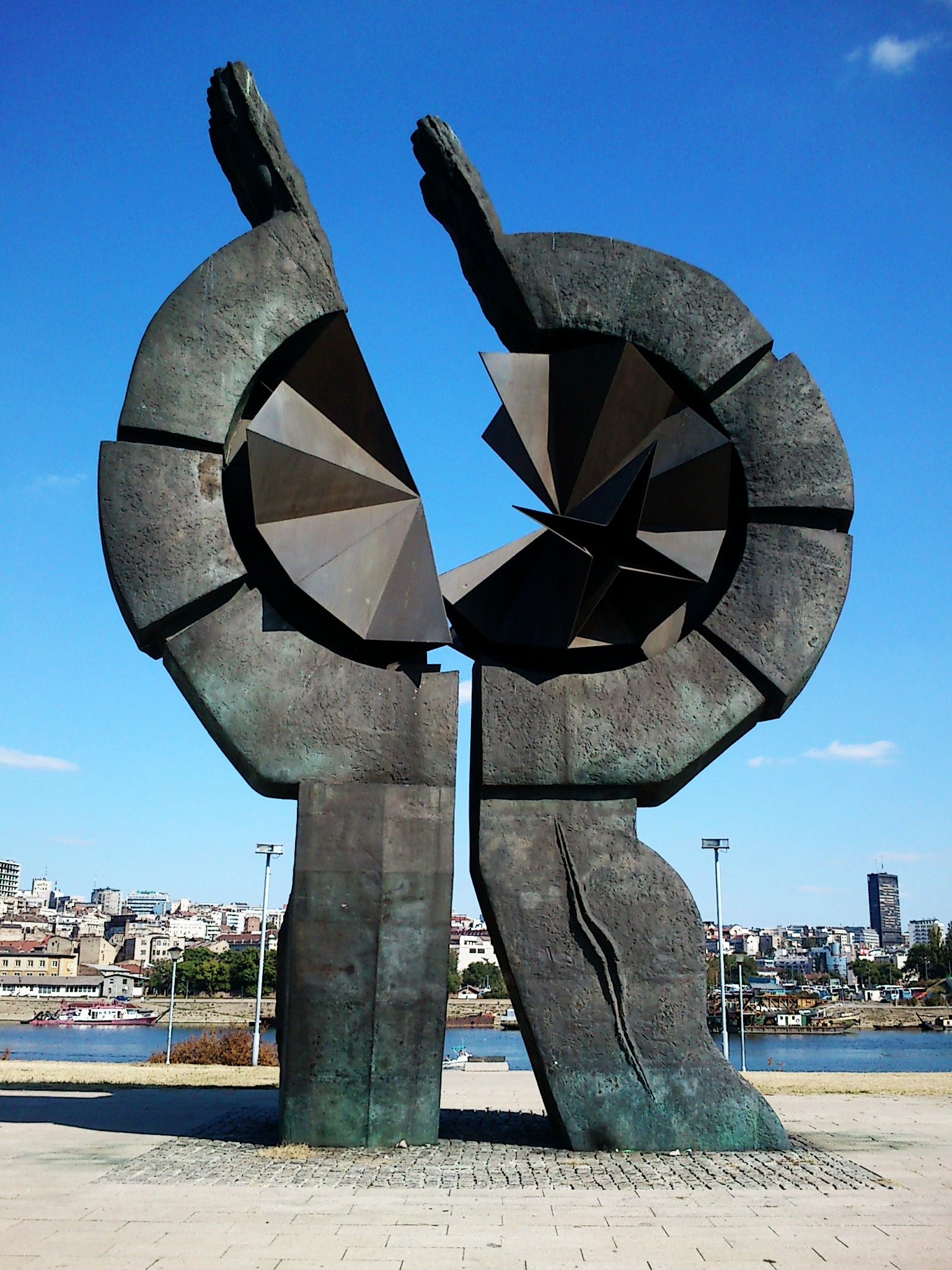
Monumento em homenagem às vítimas do campo de Sajmište

Após a guerra, o novo governo comunista da Iugoslávia anunciou que 100.000 pessoas passaram por Sajmište entre 1941 e 1944, metade das quais foram mortas. A Comissão de Crimes de Guerra do Estado Iugoslavo estimou mais tarde que cerca de 40.000 pessoas podem ter sido mortas no campo, incluindo 7.000 judeus. De acordo com o Comitê de Helsinque em defesa dos Direitos Humanos na Sérvia, o número de mortos foi exagerado pelos comunistas para fins políticos, e o número real de presos foi de cerca de 50.000, com 20.000 mortos. Estima-se que metade de todos os judeus sérvios morreram no campo. O memorial Staro Sajmište cita 23.000 mortes, das quais 10.000 eram judias.
A maioria dos responsáveis pela operação do campo foi capturada e levada a julgamento. Após a guerra, muitos oficiais alemães proeminentes, incluindo Turner, Fuchs e Meyszner, foram extraditados para a Iugoslávia pelos Aliados e posteriormente executados. Andorfer fugiu para a Venezuela com a ajuda da Igreja Católica Romana. Regressou à Áustria na década de 1960 e foi posteriormente detido e julgado pela acusação de ser cúmplice de homicídio, pelo qual foi condenado a 2 anos e meio de prisão. O vice de Andorfer, Enge, foi detido na década de 1960 e condenado a 1 ano e meio de prisão. Ele evitou cumprir a pena devido à sua idade avançada e problemas de saúde. Os guardas suspeitos de executar prisioneiros nunca foram julgados, embora tenham servido como testemunhas oculares em vários julgamentos na Alemanha Ocidental.
Sajmište ficou abandonada até 1948, quando foi transformado em uma sede de trabalhadores jovens durante a construção de Nova Belgrado.

### Memorial
Os judeus de Belgrado assassinados durante o Holocausto, incluindo aqueles em Sajmište, só foram homenageados pelo governo comunista do pós-guerra da Iugoslávia 30 anos após o fim da guerra. O antigo recinto de feiras de Sajmište é marcado por pequenas placas e um monumento em homenagem aos detidos ou mortos no campo. As placas foram dedicadas em 1974 e 1984, respectivamente. Em 1987, o recinto de feiras Sajmište recebeu o status de marco cultural do governo da Iugoslávia. Um monumento de 10 m de altura e criado pelo artista Mića Popović foi erguido nas margens do Sava em 22 de abril de 1995, marcando 50 anos de vitória sobre o nazismo e o Dia da Memória do Holocausto na Sérvia. Nenhum centro memorial ou museu foi construído nos antigos acampamentos. Os acampamentos agora são usados para abrigar a população de baixa renda.
Em fevereiro de 1992, conforme previsto no plano urbanístico, o bairro deveria ser totalmente reconstruído ao seu aspecto anterior à guerra, uma ideia contrariada por alguns arquitetos, com o acréscimo de objetos memoriais e comemorativos. Todo o complexo seria transformado em um grande memorial, mas tudo permaneceu no papel. A ideia esteve sempre presente, ganhando força midiática e política na década de 2010, mas a partir de 2018 nada foi feito de fato. Em novembro de 2018 foi anunciado que um monumento à humanitária Diana Budisavljević será colocado ao longo do cais, ao lado do memorial já existente. Budisavljević salvou 15.000 crianças (12.000 das quais sobreviveram) de perecer nos campos de concentração no Estado Independente da Croácia, operados pelo Regime Ustaše durante a Segunda Guerra Mundial. A cidade decidiu erguer um monumento em sua memória já em outubro de 2015, mas só agora definiu o local. O monumento deveria ser concluído e inaugurado no segundo semestre de 2019. Porém, nenhum trabalho foi feito em relação a este projeto e em novembro de 2019 a cidade anunciou que o monumento a Budisavljević será erguido em Sava, na parte antiga da cidade.
No trecho voltado para o acesso à Ponte de Branko, foram encontrados restos tombados de duas maciças colunas de concreto, com seus alicerces. Eles faziam parte do portão do campo de concentração. Em 2014, o escultor e professor Tomislav Todorović, com mínima intervenção, transformou-as em duas cabeças, com barras de ferro formando o rosto (olhos, boca) e cabelos espetados. O trabalho pronto foi descrito como um artefato, monumento e obra de arte, tudo em um.
Em 24 de fevereiro de 2020, a Assembleia Nacional da Sérvia adotou a Lei do Centro de Memória "Staro Sajmište". Foi elaborada para, entre outras funções, manter a memória das vítimas dos campos de concentração nazistas Judenlager Semlin e Anhaltelager Semlin. Pela primeira vez, uma lei na Sérvia reconheceu o genocídio no Estado Independente da Croácia, o Holocausto e o Porajmos, como genocídios dos sérvios, judeus e ciganos na Segunda Guerra Mundial, respectivamente. O centro de memória também criará um memorial especifico para abrigar os restos mortais das vítimas. A lei será aplicada a partir de janeiro de 2021.
Em junho de 2021, o prefeito de Belgrado, Zoran Radojičić, anunciou a reconstrução do complexo, que deverá incluir a restauração completa de todas as estruturas, começando com a torre central em 2022.
No verão de 2021, um grupo de quatorze estudantes do ensino médio de várias cidades sérvias iniciou um projeto chamado "Luz dos vagalumes". Juntamente com historiadores e artistas da Sérvia e Alemanha, os estudantes em dezembro de 2021 criaram um aplicativo, um tour virtual pelo antigo acampamento. Filmagens e arquivos, testemunhos originais, cartas e fotografias serviram de base, que foi então atualizada com atores, recriações cênicas e instalações de luz. A "luz dos vagalumes" foi descrita como o "monumento virtual" tanto para as vítimas quanto para a própria localidade, marcando 80 anos desde a formação do acampamento.

### Controvérsias
O autor croata Anto Knežević causou considerável controvérsia em maio de 1993, quando sugeriu que os sérvios, e não os alemães, eram os responsáveis pela administração do campo. Essa afirmação foi veementemente negada por historiadores judeus e pela comunidade judaica de Belgrado.
O complexo, já abandonado, abrigou alguns artistas proeminentes (pintores e escultores) e antigos edifícios de feiras foram concedidos a eles como seus ateliês. Além disso, algumas outras instalações mudaram ao longo do tempo, como as academias, mas a grande controvérsia pública surgiu em abril de 2019, quando foi anunciado que um jardim de infância de propriedade privada seria aberto em um dos edifícios. O investidor Milorad Krsmanović comprou o edifício (pavilhão Simić) em 1998, mas o tribunal posteriormente anulou o contrato, o que não o impediu de utilizar o local como discoteca, galeria, restaurante e ginásio desde então. Seguiu-se um intenso debate público, incluindo a administração da cidade pedindo ao governo estadual para "repensar sobre a licença", alegando que não há causa legal para impedi-la. O debate também apontou novamente para a incapacidade de 75 anos do estado de organizar o complexo de maneira adequada.
De acordo com Jovan Byford, desde o início Sajmište foi um dos principais motivos da luta dos historiadores sérvios e croatas. Autores na Sérvia no final dos anos 80 afirmavam cada vez mais que Sajmište estava localizada no território do Estado Independente da Croácia. Na maioria das vezes, a intenção não era "transferir" as vítimas deste campo para a Croácia, mas apontar que o governo colaboracionista da Sérvia não teve influência nos acontecimentos neste campo, uma vez que Sajmište estava sob administração alemã e no território de outro estado. De acordo com alguns autores na Sérvia, o governo de Milan Nedić em Belgrado não pode ser responsabilizado pelo Holocausto. Esse argumento também foi usado pelos colaboradores em julgamentos do pós-guerra. No entanto, aqueles que viram o fato de que Sajmište estava formalmente localizado no território do Estado Independente da Croácia, viram a confirmação de que se tratava de um campo Ustasha. Em 1990, o artigo da Politika, Sajmište, é mencionado junto com Jasenovac e Jadovno, como o local de um crime ustasha contra judeus, sérvios e ciganos. Autores da Croácia responderam a tais afirmações com um contra-ataque. Além de contestar a alegação de que Sajmište era um campo Ustasha (na época em que os judeus foram presos eles afirmam que não estava sob comando dessa organização), eles tentaram provar que os sérvios eram os carrascos nele.

### Avaliação filosófica
Ljiljana Blagojević, professora e arquiteta, disse que "Staro Sajmište é uma cidade do coletivo que sonhava com a solução final". Jovana Krstić, também arquiteta, disse que "Staro Sajmište é um fenômeno único no mundo", já que nenhuma outra localidade fundiu os símbolos de prosperidade e queda de uma forma tão única e trágica. Ela identificou a localidade com o termo lieux de memoire de Pierre Nora, um lugar onde a memória persiste, embora a localidade tenha mudado de aparência e deixe de ser um milieux de memoire, ambiente real de uma memória. O escritor David Albahari escreveu: “É um lugar que não apenas humilha por sua desumanidade, mas também por sua exposição total a Belgrado, que silenciosamente o observava do outro lado do rio”.